# Turny
Turny ist eine französische Gemeinde mit 650 Einwohnern (Stand 1. Januar 2022) im Département Yonne in der Region Bourgogne-Franche-Comté (vor 2016 Bourgogne); sie gehört zum Arrondissement Auxerre und zum Kanton Saint-Florentin (bis 2015 Brienon-sur-Armançon). Die Einwohner werden Turrois genannt.

## Geographie
Turny liegt etwa 30 Kilometer nordnordöstlich von Auxerre. Umgeben wird Turny von den Nachbargemeinden Bœurs-en-Othe im Norden und Nordwesten, Sormery im Norden und Nordosten, Neuvy-Sautour im Osten und Südosten, Saint-Florentin im Süden, Venizy im Westen sowie Chailley im Nordwesten.

## Bevölkerungsentwicklung
| Jahr                      | 1962 | 1968 | 1975 | 1982 | 1990 | 1999 | 2006 | 2013 |
| Einwohner                 | 478  | 434  | 484  | 562  | 654  | 784  | 731  | 715  |
| Quelle: Cassini und INSEE |      |      |      |      |      |      |      |      |

## Sehenswürdigkeiten

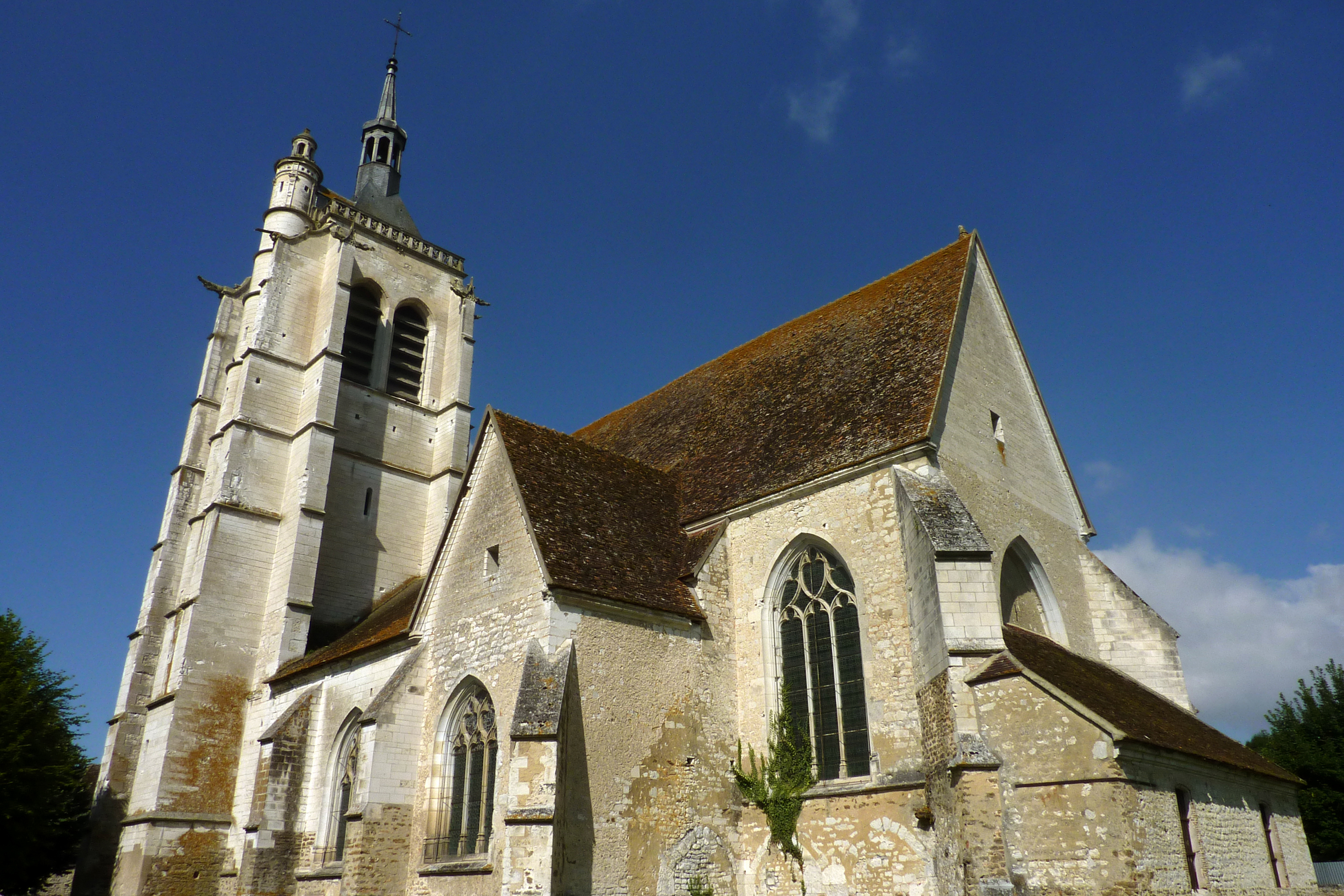
Kirche Saint-Mammes

- Kirche Saint-Mammes aus dem 16. Jahrhundert, Monument historique
- Schloss aus der Mitte des 18. Jahrhunderts

## Persönlichkeiten
- Jean-Baptiste-Moïse Jollivet (1753–1818), Politiker